# كولن بريسدي
كولن بريسدي هو كاتب طعام، مذيع راديو، استشاري يعيش في لندن.

## خلفية
كولن حاز على عضوية رابطة القشريات لبريطانيا العظمى لأكثر من ثلاثين عاماً. وقد قام بترويج المحار في مطاعمه الخاصة (The Oyster Perches and the Drangway) في سوانزي وقدم برامج عن المحار على قناة the show Great Food Live على التليفزيون الإنجليزي، كما قام بكتابة مقالات عن المحار في جريدة الجارديان والعديد من الجرائد الأخرى.
قام بكتابة كتب عن الأطعمة البحرية والأطعمة الأخرى، حيث شارك خبرته ووصفاته، من ضمنها «دليل المحارالإنجليزي»، «طعام ويلز»، «فن الطبخ المحنك» 'London Oyster Guide', 'Food Wales' and 'Streetwise Cookery'.